# Troy Shondell
Troy Shondell, geboren als Gary Shelton (Fort Wayne, 14 mei 1940 - Picayune, 7 januari 2016), was een Amerikaanse pop- en countryzanger.

## Jeugd
Gary Shelton gebruikte zijn artiestennaam Troy Shondell pas tamelijk laat. Hij verwierf zijn muzikale talent van zijn vader, die hem op 4-jarige leeftijd al leerde om trompet te spelen. Op 8-jarige leeftijd leerde hij piano spelen. Tijdens de daaropvolgende jaren leerde hij meerdere instrumenten te bespelen. Op 14-jarige leeftijd schreef hij zijn eerste popsong A Prayer and a Jukebox, die later werd gezongen door Little Anthony & the Imperials en werd gepubliceerd door het label End Records in 1959. Nog tijdens zijn tijd op de highschool begon hij zelf met het publiceren van platen. Zo verscheen in 1958 bij het label Mercury Records de door hem geschreven song Yours Till I Die. Weliswaar wekten zijn eerste plaatopnamen landelijk geen grote aandacht op, maar in de omgeving van Chicago maakte hij zich in deze tijd een naam met zijn band, toen hij bij de Brass Rail in Chicago met groot succes voor de eerste keer rock-'n-roll in het programma introduceerde.

## Carrière
In 1961 verscheen voor de eerste keer een plaat onder de artiestennaam Troy Shondell. Voorheen had hij met zijn vriend Webb Foley het eigen label Goldcrest opgericht. In april werden in Chicago de beide songs This Time en Girl After Girl geproduceerd en gepubliceerd. Daarbij werd afgesproken, dat het Liberty Records uit Hollywood zich zou belasten met de distributie. Toen duidelijk werd dat de song This Time een succes kon worden, verwierf Liberty Records de rechten op de single en bracht ze in juli 1961 zelf op de markt. Twee maanden later verscheen This Time voor de eerste keer in de Billboard Hot 100 en steeg binnen vier weken tot een 6e plaats. De song bleef 13 weken in de Hot 100 en er werden meer dan drie miljoen exemplaren van verkocht. De single werd ook internationaal op de markt gebracht, waaronder in Duitsland  en het Verenigd Koninkrijk.
Met beide nummers van zijn volgende single kwam hij opnieuw in de Hot 100, echter met beduidend mindere beoordelingen. Terwijl Tears From an Angel de 77e plaats bereikte, kwam Island in the Sky slechts op de 92e plaats. Nadat Shondells derde Liberty-single was geflopt, beëindigde het label in 1962 de samenwerking. Daarna trok hij tot 1971 van label naar label, echter zonder noemenswaardig succes. Bij Everest Records en Sunset Records werden in 1963 en 1967 twee lp's geproduceerd, die echter niet echt aan de verwachtingen voldeden. Slechts met zijn succesnummer This Time had hij zoveel impact op het rock-'n-roll-circuit teweeg gebracht, dat Tommy Jackson in 1963 zijn band hernoemde van Tom & The Tornados naar The Shondells. Ook Jim Peterik uit Chicago noemde in 1964 zijn nieuw opgerichte band The Shondels, maar moest echter wegens de oudere rechten van Tommy Jackson zijn groep later herbenoemen naar The Ides of March.
In 1967 kreeg Troy Shondell bij een van de toonaangevende muziekuitgeverijen Acuff-Rose een contract als songwriter, maar schreef vooralsnog songs voor zichzelf. De in 1967 geschreven song Still Loving You van Bob Luman werd in 1973 in een nieuwe editie tot een van de grootste successen voor Luman (7e plaats, countryhitlijst). In oktober 1969 wisselde Shondell naar het management van de auteursrechten-organisatie ASCAP, waar hij in het Southern Regional Office in Nashville de functie van Assistent Regional Director aanvaardde.
Nadat Shondell zich in 1970 had teruggetrokken uit de muziekbranche, keerde hij in 1977 als countryzanger terug. Als zanger en producent bracht hij bij het kleine label Starfox drie singles uit met countrysongs. Met de song Still Loving You, die hij al in 1963 had gecomponeerd voor Bob Luman, keerde hij in 1979 terug in de Amerikaanse hitlijst en bereikte in de countryhitlijst de 95e plaats. Twee verdere country-successen had hij met Lovin' You (1980) en I'm looking For Some New Blue Jeans (1988). Ook in de jaren 2000 bleef hij actief, werkte vervolgens als songwriter en producent en trad op in oldieshows. Samen met Jimmy Clanton, Ronnie Dove en Ray Peterson trad hij op in de formatie The Masters of Rock-'n-Roll.

## Overlijden
Troy Shondell overleed in januari 2016 op 75-jarige leeftijd.

## Discografie

### Singles
Als Gary Shelton
Smash
- 1957: My Hero / Don't Send Me Away

Mercury Records
- 1958: Kissin' at the Drive-In / Yours Till I Die

Regis Records
- 1958: The Trance / The Great Lover

Mark
- 1959: Goodbye Little Darlin Goodbye / Stop the World
- 1959: A Prayer and a Jukebox / The Great Lover

Alpine
- 1960: Honey Bee / Till the End of the Line

Als Troy Shondell
Goldcrest
- 1961: This Time / Girl After Girl
- 1964: Come on Everybody / What Are You Waiting For

Liberty Records
- 1961: This Time / Girl After Girl
- 1961: Island in the Sky / Tears from an Angel
- 1962: Na-Ne-No / Just Because

Everest
- 1962: Gone / Some People Never Learn
- 1962: I've Got a Woman / No Fool Like an Old Fool
- 1964: Little Miss Tease / Trouble

Decca Records
- 1964: You Can't Catch Me / Walkin' in a Memory

RIC
- 1965: Just Like Me / Just a Dream
- 1965: Big Windy City / I Thought That You Were Mine

TRX
- 1967: A Rose and a Baby Ruth/ Here It Comes Again
- 1967: Head Man / She's Got Everything She Needs
- 1968: Let's Go All the Way / Let Me Love You
- 1969: Something's Wrong in Indiana / A Rose and a Baby Ruth

ITTC
- 1969: And We Made Love / Imitation Woman

Cloud 9
- 1970: Angel / Take Me Woman

Cinda
- 1971: Tonight It Might Work Out / In So Deep

Star Fox
- 1977: Still Loving You / Doctor Love
- 1977: Still Loving You / Imitation Woman
- 1977: The Way It Used to Be / Deeper and Deeper

Telesonic
- 1980: Lovin' You / Single Again
- 1988: I'm Looking for Some New Blue Jeans

### LP's
- 1963: The Many Sides of Troy Shondell
- 1967: This Time
- 1978: Still Loving You

- Gemeinsame Normdatei: 135170648
- International Standard Name Identifier: 0000 0000 7997 2347
- Library of Congress Control Number: no2004107382
- MusicBrainz: c5cc2fad-ac7b-4437-bdd5-694b2ba7fc5e
- Virtual International Authority File: 56332939
- WorldCat: E39PBJtxfRxpkQkmMRb9hDTvHC